# بریتیش ایروسپیس ای‌تی‌پی
بریتیش ایروسپیس ای‌تی‌پی (به انگلیسی: British Aerospace ATP) یک هواگرد، مسافربری منطقه‌ای ساخت شرکت بریتیش ایروسپیس است که در سالهای ۱۹۸۰ بعنوان طرح منقلب شده هاوکر سیدلی اچ‌اس ۷۴۸ معرفی شد.